# Leap of Faith (album de David Charvet)
Pour les articles homonymes, voir Leap of Faith.
 (janvier 2010).
Si vous disposez d'ouvrages ou d'articles de référence ou si vous connaissez des sites web de qualité traitant du thème abordé ici, merci de compléter l'article en donnant les références utiles à sa vérifiabilité et en les liant à la section « Notes et références ».
Albums de David Charvet
David Charvet Se laisser quelque chose
Leap of Faith est le 2e album musical de David Charvet, sorti le 23 avril 2002.

## Titres
1. Jusqu'au bout
2. Apprendre à aimer
3. Entre ciel et terre
4. Prisoner of Love
5. It's Alright
6. Touch
7. Fall Into You
8. If I Don't Tell You Soon
9. Cure for Love
10. She Cums and Goes
11. Sympathy
12. It's Your Life
13. All I Want Is You
14. Leap of Faith
15. Teach Me How to Love
16. Take You There
17. Leap of Faith Remix

### Singles
1. Jusqu'au bout
2. Leap of Faith
3. Apprendre à aimer
4. Teach Me How to Love
5. Entre ciel et terre
6. Take You There